# Dolla
Dolla, pseudonimo di Roderick Anthony Burton II (Chicago, 25 novembre 1987 – Los Angeles, 18 maggio 2009), è stato un rapper e modello statunitense.

## Biografia
Burton nacque a Chicago, e nell'infanzia si trasferì a Los Angeles e Decatur (Alabama).

### Problemi legali
Il 20 ottobre 2008 fu arrestato ad Atlanta per possesso d'arma da fuoco.

### Carriera musicale
Da sempre appassionato alla musica, nel 2003 fondò il gruppo rap Da Razkalz Cru e poco dopo fu contattato dalla Elektra Records per la quale realizzò il singolo So Fly sotto il nome d'arte di "Bucklyte". Il brano non ottenne il successo sperato e l'etichetta annullò il contratto coi Da Razkalz Cru, che si sciolsero. Sempre nel 2003, Burton incontrò Akon e Puff Daddy, e quest'ultimo gli trovò lavoro come modello per la linea d'abbigliamento Sean John prestandosi come figurino e apparendo in cartelloni pubblicitari in tutti gli Stati Uniti.
Nel 2007, Burton firmò per l'etichetta discografica Konvict Muzik di proprietà di Akon, apparendo per la prima volta come "Dolla", che diventerà il suo nome nel mondo musicale. La sua canzone Feelin' Myself figurò nella colonna sonora di Step Up nel 2006 e fu utilizzata come "bite" per una canzone di Mac Dre dallo stesso titolo. In aggiunta, lo stesso anno, con l'aiuto di DJ Nappy Wilson, Burton registrò The Beatdown Mixtape.
Debuttò ufficialmente con il singolo Who the Fuck Is That?, che si rivelò essere un tiepido successo, posizionandosi 82º nella Billboard Hot 100 e in seguito riedito sostituendo la parola "cazzo" molto presente nel testo. Al singolo di debutto seguì il brano promo I'm Fucked Up nell'estate 2008, anch'essa riedita sostituendo alcune paroli volgari come "scopare". Un terzo singolo intitolato Make a Toast con la collaborazione di Lil Wayne fu prodotto da General Geezy e fu pubblicato il 4 novembre 2008 posizionandosi al 101º posto nella Billboard R&B Chart.
L'ultima apparizione del rapper fu nel video musicale del singolo Never Ever della cantante Ciara.

### Assassinio
Burton volò a Los Angeles per registrare quanto restava del suo album di debutto. Il 18 maggio 2009 approssimativamente intorno alle ore 15:10, dopo un confronto acceso con il ventitreenne Aubrey Louis Berry nei pressi di un centro commerciale, fu ucciso a colpi d'arma da fuoco da quest'ultimo. Al momento dell'omicidio, Burton era in compagnia degli amici Scrapp Deleon e DJ Shabbazz. Nonostante gli immediati soccorsi, fu dichiarato morto una volta arrivato in ospedale. Berry fu arrestato la sera stessa al Los Angeles International Airport, ancora armato, ma non oppose resistenza. Fu fissata una iniziale cauzione di 5ml $, entro fine mese il giudice della Corte Superiore di Los Angeles, Terry Bork, la abbassò a 1ml.
I funerali di Burton si tennero il 23 maggio al "Word of Faith Love Center" nell'East Point di Atlanta  seguendo una celebrazione islamica secondo la Janazah. Fu sepolto al Westview Cemetery di Atlanta.

#### Il caso dell'omicidio
Al processo, Berry si dichiarò innocente avendo agito per legittima difesa, ma la sua tesi fu controribattuta dai familiari di Burton. Il legale e portavoce dei Burton, Dennis Byron, dichiarò che Berry viaggiò da Atlanta a Los Angeles con un'arma da fuoco la cui licenza d'uso non era permessa in California. Comunque, Berry spiegò d'aver viaggiato con un'arma in mano dopo un'aggressione nei suoi confronti avvenuta in un locale notturno di Atlanta la sera del 7 maggio 2009 da parte di due sconosciuti, presto seguiti da un altro gruppo di cui faceva parte anche Burton.
La difesa di Berry capitanata dall'avvocato Howard Price, sintetizzò brevemente gli eventi di quel pomeriggio spiegando che dopo il litigio avvenuto fuori da un ristorante nel Beverly Center, Berry se ne andò ma una volta accortosi che Burton e altre due persone lo stavano seguendo, pensò che si fossero nel frattempo munite di qualche arma e per questo si recò in macchina prendendo la propria pistola, agendo quindi a suo dire per istinto di autodifesa, e sparando 4 colpi diretti al cantante, dei quali uno lo raggiunse al cuore, causandone la morte.
Comunque, nessuna pistola fu ritrovata nella scena del delitto contraddicendo quanto raccontato da Berry, ma il suo avvocato additò le accuse verso gli amici del cantante che avrebbero prelevato e nascosto l'arma prima dell'arrivo della polizia sulla scena. A fomentare la pista di un'arma, il passato di Burton come persona vicina a una banda di strada losangelina nota come Mansfield Gangster Crips, della quale portava un tatuaggio sulla mano destra come segno di identificazione.
Il 22 maggio, la corte proclamò Berry non colpevole pur pendendo su di lui gravi capi d'accusa come omicidio e aggressione.
Nel tentativo di ledere l'immagine del rapper, Price mostrò in aula prima della deliberazione della giuria materiale riguardante il gangsta rap e in particolare pezzi e video su Burton e i suoi amici, considerando inoltre la sua presunta affiliazione a una banda come sinonimo di personalità violenta. Comunque, i pubblici ministeri rinnegarono il materiale portato al banco da Price sostenendo come il passato del cantante in una banda di strada e il suo attaccamento per un certo genere non ne precludesse alcuna caratteristica caratteriale essendo irrilevanti ai fini del caso, essendo anzì, la fortuna di quella musica dovuta proprio agli stili narrativi violenti.
Il 21 maggio 2010, la giuria prosciolse Berry da tutte le accuse, tra cui omicidio di primo grado e aggressione con arma da fuoco.

## Omaggi e tributi
Il cantante T-Pain omaggiò l'amico defunto facendosi dipingere il suo volto sul cofano di una delle auto d'epoca che colleziona. In aggiunta, un video fu pubblicato su YouTube contenente materiale della canzone inedita Georgia Nights di Dolla fu realizzato come tributo alla sua persona. Jay Rock pregò e inviò le sue personali condoglianze alla famiglia Burton, dicendo che quelli sono i momenti in cui una persona si ferma per riflettere.
Il video musicale della canzone What a Catch, Donnie di Fall Out Boy è stato dedicato a Dolla.
Altre persone del mondo hip hop che hanno voluto tributare il rapper sono Tyga, che gli ha dedicato la canzone RIP Dolla come traccia aggiuntiva di una raccolta di missaggi intitolata The Potential.
La canzone forse più rappresentativa del cantante è Georgia Nights sia perché pubblicata tre giorni prima della sua morte, sia perché lo sfondo si focalizzava su una possibile morte di Dolla.